# Fallmeisterei (Höchstadt an der Aisch)
Fallmeisterei ist ein Gemeindeteil der Stadt Höchstadt an der Aisch im Landkreis Erlangen-Höchstadt (Mittelfranken, Bayern). Fallmeisterei liegt in der Gemarkung Zentbechhofen.

## Geografie
Der Weiler liegt inmitten einer kleinen Waldlichtung. Im Nordwesten wird das Waldgebiet Ottental genannt, im Norden Zentschläge. 0,5 km weiter westlich befindet sich der Kreuzberg (315 m ü. NHN), 0,5 km liegen östlich die Schopfenweiher. Eine Gemeindeverbindungsstraße verläuft nach Zentbechhofen zur Staatsstraße 2254 (1 km südöstlich).

## Geschichte
Gegen Ende des 18. Jahrhunderts gehörte die Fallmeisterei zur Realgemeinde Zentbechhofen. Grundherr des Anwesens war das bambergische Kastenamt Bechhofen.
Im Rahmen des Gemeindeedikts wurde Fallmeisterei dem 1808 gebildeten Steuerdistrikt Zentbechhofen und der 1818 gebildeten Ruralgemeinde Zentbechhofen zugewiesen.
Am 1. Januar 1972 wurde Fallmeisterei im Zuge der Gebietsreform in die Stadt Höchstadt an der Aisch eingegliedert.

### Einwohnerentwicklung
| Jahr      | 001861 | 001871 | 001885 | 001900 | 001925 | 001950 | 001961 | 001970 | 001987 |
| Einwohner | 7      | 9      | 19     | 12     | 19     | 19     | 13     | 16     | 7      |
| Häuser    |        |        | 4      | 3      | 3      | 5      | 3      |        | 3      |
| Quelle    | [ 8 ]  | [ 9 ]  | [ 10 ] | [ 11 ] | [ 12 ] | [ 13 ] | [ 14 ] | [ 15 ] | [ 1 ]  |

## Religion
Der Ort ist römisch-katholisch geprägt und nach St. Leonhard (Zentbechhofen) gepfarrt. Die Einwohner evangelisch-lutherischer Konfession sind nach St. Maria und Johannes (Pommersfelden) gepfarrt.